# Suwałki
Suwałki (prononcé en polonais : /suˈvau̯kʲi/ ; en lituanien : Suvalkai ; en yiddish : Suwałk) est une ville de la voïvodie de Podlachie, dans le nord-est de la Pologne. Suwałki est une ville-powiat, c'est le chef-lieu du powiat de Suwałki et de la gmina de Suwałki, bien qu'il se soit pas situé sur son territoire.

## Géographie
La région de Suwałki (Suwalszczyzna), dans le nord de la voïvodie de Podlachie, est située dams la zone transfrontalière entre la Pologne, la Lituanie et la Biélorussie. La ville est traversée par la rivière Czarna Hańcza. Elle se trouve près de la frontière lituanienne, à environ 120 kilomètres au nord de Białystok.
La gare de Suwałki sera reliée au projet ferroviaire européen Rail Baltica.

## Histoire

### Origines
Au Moyen Âge, la région faisait partie du grand-duché de Lituanie et fut incorporée dans la voïvodie de Troki en 1413. Elle était située dans l'extrême ouest du pays, tout près de la frontière avec l'État teutonique, le futur duché de Prusse.
La première mention du village de Suwałki remonte à 1688, à l'époque de la République des Deux Nations, lorsque l'ordre camaldule fut remis en possession de la seigneurie par Jean II Casimir Vasa. Après 1700, le village est divisé en deux : Małe Suwałki et Wielkie Suwałki (Petit et Grand Suwałki). Les droits de ville ont été confirmés par le roi Auguste le Fort le 2 mai 1720. Au cours du troisième partage de la Pologne, en 1795, la région est annexée par le royaume de Prusse est incorporée dans la province de Nouvelle-Prusse-Orientale.

### XIXesiècle
Pendant les guerres napoléoniennes, selon les traités de Tilsit conclus en 1807, Suwałki faisait partie du 
duché de Varsovie. Après le congrès de Vienne, en 1815, le territoire fut attribué au royaume de Pologne sous tutelle russe. En 1867, la ville devient la capitale du gouvernement de Suwałki.

### Actuellement
Après la Première Guerre mondiale, à partir de 1918, la ville faisait partie de la Deuxième République polonaise. L'accord de Suwałki signé le 7 octobre 1920, met un terme à la guerre polono-lituanienne déterminant la ligne de démarcation qui traverse la région dont les deux pays revendiquent la possession. 
Après la campagne de la Pologne, en 1939, la ville est occupée par les forces de la Wehrmacht et renommée Sudauen en 1941.
Aujourd'hui, Suwałki compte environ 70 000 habitants. C'est la ville de la poétesse Maria Konopnicka, célèbre pour ses contes et livres pour enfants. La ville est connue pour ses lutins qu'on peut croiser çà et là dans les rues.

## Jumelages
- Grande-Synthe (France)
- Marijampolė (Lituanie)
- Alytus (Lituanie)
- Waren (Allemagne)
- Võru (Estonie)
- Rezekne (Lettonie)
- Kętrzyn (Pologne)
- Nitra (Slovaquie)

## Personnalités
- Samuel Rosenthal (1837–1902), joueur d'échecs et journaliste ;
- Maria Konopnicka (1842–1910), poète, nouvelliste, traductrice, journaliste et critique ;
- Alfred Kowalski (1849–1915), peintre ;
- Justyna Budzińska-Tylicka (1867-1936), médecin, femme politique et activiste polonaise ;
- Aleksandra Piłsudska (1882-1963), femme politique activiste et Première dame de Pologne ;
- Samuel Dushkin (1891-1976), violoniste ;
- Czesław Gawlikowski (1899-1984), directeur de l'hôpital et résistant polonais ;
- Zalmen Gradowski (1910-1944), écrivain, victime de la Shoah ;
- Pinchas Sapir (1906-1975), homme politique ;
- Avraham Stern (1907-1942), écrivain et poète, fondateur de l'organisation terroriste Lehi ;
- Andrzej Wajda (1926-2016), réalisateur et scénariste ;
- Patryk Małecki (né en 1988), footballeur ;
- Joanna Mendak (née en 1989), nageuse ;
- Maria Andrejczyk (née en 1996), athlète, spécialiste du lancer du javelot.